# Bufo fractus
Bufo fractus é uma espécie de anfíbio da família Bufonidae.
É endémica da República Dominicana.
Os seus habitats naturais são: florestas secas tropicais ou subtropicais, florestas subtropicais ou tropicais húmidas de baixa altitude, marismas intermitentes de água doce e florestas secundárias altamente degradadas.
Está ameaçada por perda de habitat.